# تريسي غودارد
تريسي غودارد (بالإنجليزية: Tracy Goddard)‏ (و. 1969  م) هي منافسة ألعاب القوى بريطانية، شاركت في دورة ألعاب الكومنولث 1994.

## روابط خارجية
- تريسي غودارد على موقع الاتحاد الدولي لألعاب القوى (الإنجليزية)